# Otto Jacob Zöge von Manteuffel
Otto Jacob Zöge von Manteuffel, född 22 april 1718 i Stockholm, död 6 februari 1796 i Stockholm, var en svensk friherre, general och diplomat.

## Biografi
Otto Jacob Zöge von Matteuffel var son till översten Otto Zöge von Manteuffel, vilken tillhörde som en livländsk gren av den tyska ätten Manteuffel, som ursprungligen kom från Pommern och därifrån spridit sig till Sveriges Östersjöprovinser. Hans mor var Katarina Sofia Klingenstierna. Bengt Fabian Zöge von Manteuffel var en farbror.
Vid tio års ålder började Zöge von Matteuffel som page vid hovet och blev tre år senare kung Fredrik I:s jaktpage samt volontär vid artilleriet. Han deltog som kornett vid Kung Stanislaus livdragonregemente vid Danzigs belägring 1734. När han återkom till Sverige 1741 utnämndes han till löjtnant vid Livgardet och skickades omgående till Finland för att delta i Hattarnas ryska krig som pågick 1741–1743. Under kriget tjänstgjorde han som överadjutant hos generalen Lewenhaupt och därefter hos dennes efterträdare Jean Louis Bousquet.
Efter kriget tog han 1745 tjänst i Preussen som frivillig och deltog vid kampanjen i Böhmen under det Österrikiska tronföljdskriget. 1747 återvände han till Sverige och utnämndes till major vid Zanderska regemente, och han blev därefter vice kommendant på Carlstens fästning 1747 samt utnämnd till överstelöjtnant 1751 vid Spenska regementet. Då det Pommerska kriget utbröt 1757 förde han befäl över Upplands regemente och blev 1761 befordrad till överste och sänd som minister till den Nedersachsiska kretsen där han deltog i utarbetandet av Freden i Hamburg mellan Sverige och Preussen i Hamburg 1762. Han återkallades 1765 och utnämndes till överste för Änkedrottningens livregemente och skickades 1766 som envoyé till det preussiska hovet, en tjänst han kvarstannade i till 1779. Han utnämndes till generalmajor 1770 och vid Gustav III:s kröning 1772 upphöjdes han till friherre samt blev generallöjtnant 1776. Efter sin hemkomst från Preussen utnämndes han 1782 till förste hovstallmästare hos prinsessan Sofia Albertina och blev slutligen general 1792. Han dog ogift i Stockholm 1796 och slöt därmed sin friherrliga ätt.

## Utmärkelser[1]
- Riddare av Svärdsorden - 7 november, 1748
- Kommendör av Svärdsorden - 30 november, 1772
- Kommendör med stora korset av Svärdsorden - 27 november, 1780